# Olympische Sommerspiele 2016/Teilnehmer (Brunei)
| Gelbes Symbol für Goldmedaillen mit stilisierten Olympischen Ringen | Graues Symbol für Silbermedaillen mit stilisierten Olympischen Ringen | Braundes Symbol für Bronzemedaillen mit stilisierten Olympischen Ringen |
| ------------------------------------------------------------------- | --------------------------------------------------------------------- | ----------------------------------------------------------------------- |
| —                                                                   | —                                                                     | —                                                                       |

Brunei nahm in Rio de Janeiro an den Olympischen Spielen 2016 teil. Es war die insgesamt fünfte Teilnahme an Olympischen Sommerspielen. Das Brunei Darussalam National Olympic Council nominierte drei Athleten in zwei Sportarten.

## Teilnehmer nach Sportarten

### Badminton
| Athleten       | Wettbewerb | Gruppenphase       | Gruppenphase                          | Gruppenphase | Gruppenphase | Achtelfinale  | Achtelfinale  | Viertelfinale | Viertelfinale | Halbfinale    | Halbfinale    | Finale        | Finale        | Rang          |
| Athleten       | Wettbewerb | Gegner             | Ergebnis                              | Punkte       | Rang         | Gegner        | Ergebnis      | Gegner        | Ergebnis      | Gegner        | Ergebnis      | Gegner        | Ergebnis      | Rang          |
| -------------- | ---------- | ------------------ | ------------------------------------- | ------------ | ------------ | ------------- | ------------- | ------------- | ------------- | ------------- | ------------- | ------------- | ------------- | ------------- |
| Männer         |            |                    |                                       |              |              |               |               |               |               |               |               |               |               |               |
| Jaspar Yu Woon | Einzel     | Hu Yun Pablo Abián | 0:2 (16:21, 15:21) 0:2 (12:21, 10:21) | 53:84        | 3            | ausgeschieden | ausgeschieden | ausgeschieden | ausgeschieden | ausgeschieden | ausgeschieden | ausgeschieden | ausgeschieden | ausgeschieden |

### Leichtathletik
Laufen und Gehen 
| Athleten             | Wettbewerb | Vorlauf | Vorlauf | Runde 1 | Runde 1 | Halbfinale    | Halbfinale    | Finale        | Finale        | Rang |
| Athleten             | Wettbewerb | Zeit    | Rang    | Zeit    | Rang    | Zeit          | Rang          | Zeit          | Rang          | Rang |
| -------------------- | ---------- | ------- | ------- | ------- | ------- | ------------- | ------------- | ------------- | ------------- | ---- |
| Frauen               |            |         |         |         |         |               |               |               |               |      |
| Maizurah Abdul Rahim | 200 m      | –       | –       | 28,02 s | 72      | ausgeschieden | ausgeschieden | ausgeschieden | ausgeschieden | 72   |
| Männer               |            |         |         |         |         |               |               |               |               |      |
| Fakhri Ismail        | 100 m      | 10,92 s | 8       | 10,95 s | 68      | ausgeschieden | ausgeschieden | ausgeschieden | ausgeschieden | 68   |